# Château-refuge
 (août 2019).
Si vous disposez d'ouvrages ou d'articles de référence ou si vous connaissez des sites web de qualité traitant du thème abordé ici, merci de compléter l'article en donnant les références utiles à sa vérifiabilité et en les liant à la section « Notes et références ».

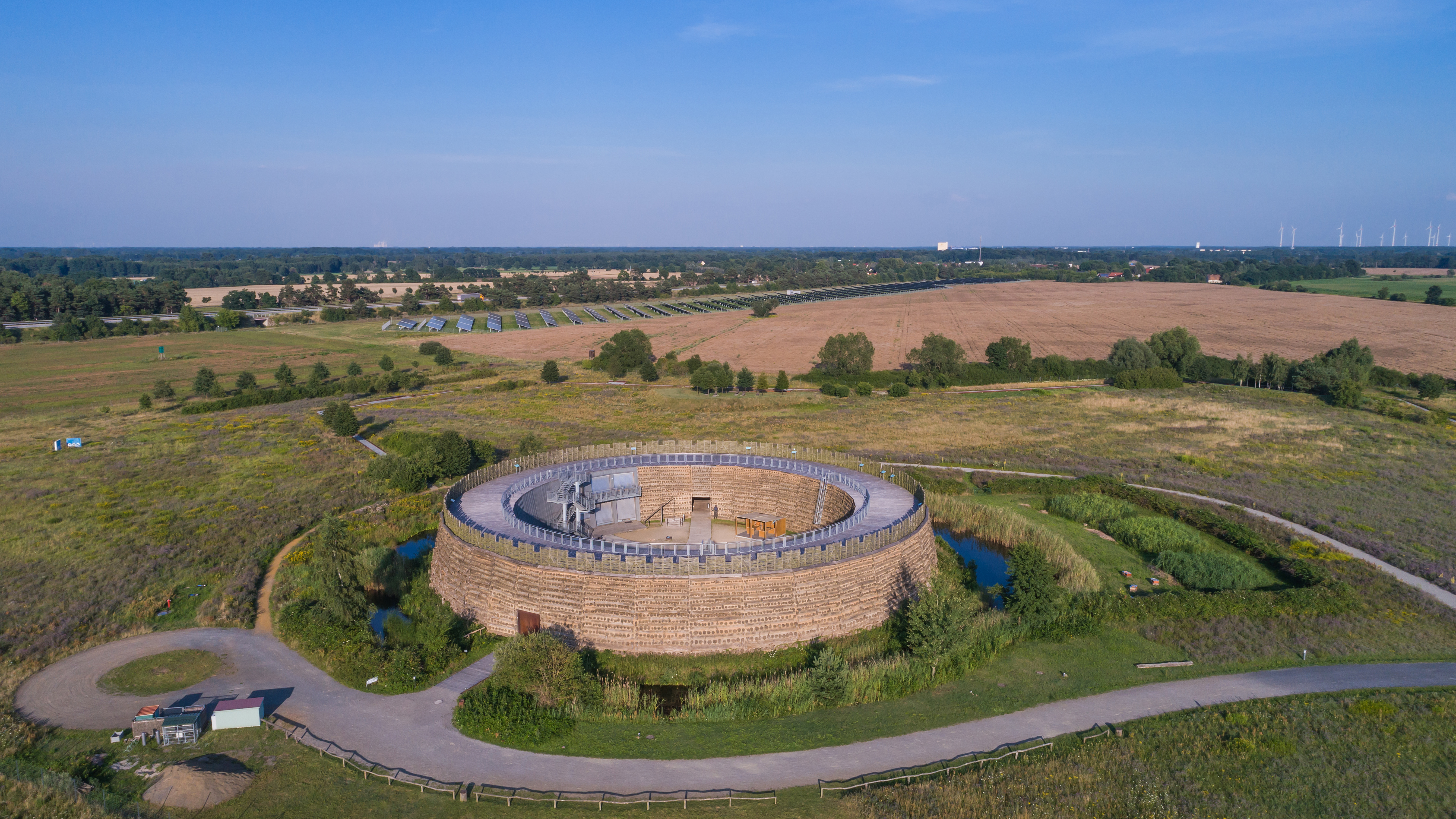
Château-refuge slave reconstruit de Raddusch (Basse-Lusace)

Un château refuge ou un fort de refuge (allemand : Fliehburg, ainsi que Fluchtburg, Volksburg, Bauernburg ou Vryburg ) est un site défensif semblable à un château, généralement entouré de remparts, mais qui n’est pas occupé de façon permanente et sert de refuge temporaire à la population locale lorsqu’elle est menacée de guerre ou d’attaque,. Autrefois, ces sites étaient également qualifiés de châteaux géants (en allemand : Hünenburgen ), car leur origine était attribuée à des géants. 

## Histoire

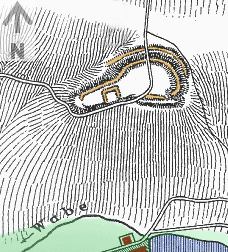
Château-refuge présumé: Krimmelburg à Elm, une partie des fortifications de Reitlingsbefestigungen

En Europe, une multitude de grands sites protohistoriques entourés de travaux de terrassement ont été mis au jour par des fouilles archéologiques, dont beaucoup dépassent 100 mètres de diamètre, qui sont censés être des châteaux de refuge. Parmi les références historiques antiques, on peut citer les places fortes refuges des Gaulois décrits par César comme des oppidum, bien que dans ces cas ils peuvent aussi être des établissements permanents. Des enceintes similaires ( Ringwork en anglais ) ont été construits par les différentes tribus germaniques et slaves (jusqu’au Moyen Âge pour ces dernières). Ces systèmes sont également connus sous le nom de Colline fortifiée (Wallburgen), le matériau de construction principal étant la terre, mais le bois et la pierre étant également utilisés dans diverses méthodes de construction. 
En règle générale, ils ne possèdent pas de tourelle, mais il arrive parfois que des superstructures ressemblant à des châtelets d'entrée soient installées (voir Château de Bennigsen). Les châteaux-refuges de ce type appartenaient à des communautés d'agriculteurs non protégées et offraient une protection à la population de la région en cas d'attaque hostile, tandis que les zones d'installation elles-mêmes étaient généralement victimes de pillage et de destruction par les agresseurs. La grande taille des châteaux de refuge permettaient d'installer des magasins et des fournitures en cas de siège. 
Plus tard, au Moyen Âge, ce type de château a également été construit par des agriculteurs locaux. Ces "châteaux d'agriculteurs" protégeaient les paysans des bandes de troupes en maraude. Leurs fortifications avaient généralement peu en commun avec les châteaux érigés par la noblesse en tant que résidences, mais consistaient souvent uniquement en un terrassements entouré de palissades en bois, situés dans des endroits faciles à défendre, au sommet d'une colline ou sur un éperon. 
La majorité des châteaux refuges n'étant pas des habitations permanentes, les fouilles archéologiques produisent souvent peu de découvertes. 
Au Moyen Age, les églises fortifiées (Wehrkirchen) et les églises  forteresse (Kirchenburgen) ont également agi comme des châteaux de refuge. Elles étaient principalement utilisées comme églises de village, mais leurs fortifications les rendaient également aptes à servir de refuges temporaires pour les villageois. Le mur du cimetière, qui était originellement conçu pour protéger le cimetière, pouvait être transformé en muraille défensive (Wehrmauer) et même le clocher pouvait avoir une fonction défensive. 

## En Allemagne
- Allersburg près de Loiperstätt, entre Dorfen et Velden (Vils)
- Amelungsburg ( Weser Uplands )
- Amöneburg ( Hesse )
- Babilonie ( collines de Wiehen )
- Barenburg près d'Eldagsen
- Borlinghausen
- Büraburg (Hesse)
- Bummannsburg à Bergkamen
- Döben
- Dünsberg (Hesse)
- Eresburg
- Eringaburg
- Eiringsburg au sud de Bad Kissingen
- Grotenburg (par le monument de Hermann dans la forêt de Teutberg )
- Heidenlöcher près de Deidesheim
- Heidenschanze près de Sievern
- Herlingsburg près de Schieder-Schwalenberg
- Hohensyburg à Dortmund-Syburg
- Hünenburg (près de Hedemünden )
- Isenburg
- Colline romaine tardive, Katzenberg, près de Mayen
- Kukesburg
- Monraburg près de Großmonra
- Mettermich (Rhön)
- Plößnitz
- Reitlingsbefestigungen
- Ringwall Venne im Kottenforst près de Bonn
- Ringwall de Otzenhausen (Sarre), ou Hunnensring
- Sachsenberg
- Skidroburg à Schieder-Schwalenberg
- Tönsberg (forêt de Teutberg)
- Tüddern
- Ringwall Vorkastell (de) (Sarre)
- Wartberg (Heilbronn)
- Wittekindsburg près de Porta Westfalica

## En Autriche
- Château fort près de Duel / Paternion (Carinthie):

Près du château-refuge sur une colline, un castellum de la fin de l'Antiquité, construit vers 400 apr. J.-C., avait pour tâche de protéger le passage routier dans la vallée de Gailtal, c'est-à-dire qu'il n'était pas conçu avant tout pour servir de château-refuge. Au cours des fouilles, avec le système de défense, une église paléochrétienne a été découverte à l'intérieur du castellum.
- Château de Kreuzen / Bad Kreuzen (Haute-Autriche)

## Voir également
- Château troglodytique
- Hillfort